# Escart
Escart és un poble del terme municipal de la Guingueta d'Àneu, a la comarca del Pallars Sobirà. Pertanyia a l'antic terme d'Escaló.
El poble té l'església parroquial de Sant Martí, actualment sense rector propi, regida des de la parròquia de Sant Vicenç d'Esterri d'Àneu. A prop del poble, al seu nord-est, hi ha també l'església romànica de la Mare de Déu de la Roca. Hi destaca especialment les restes del Castell d'Escart.

## Etimologia
Segons Joan Coromines, Escart és un dels molts topònims pirinencs d'origen basc. Està format per dos ètims: aska (cavitat, fossa, solc...) i art(e) (sufix basc amb el valor d'entre). "Entremig de clots" podria ser la interpretació del nom d'aquest poble. La primera documentació on s'esmenta el nom del poble, amb la forma Scardo, és del 909, on apareix amb Scala (escaló) i Borahenne (Borén).

## Geografia
El poble està situat en la vall d'Escart, la qual desaigua per la dreta a la Noguera Pallaresa.

### El poble d'Escart

#### Les cases del poble[2]
- Casa Piquet
- Casa Bonico
- Casa Capità
- Casa Català
- Casa Clamenset
- Casa Esteve
- Casa Garié
- Casa Jové
- Casa Llarch
- Casa Marcel·lí
- Casa Paigera
- Casa Quet
- Casa Rabina
- La Rectoria
- Casa San
- Casa Sord
- Casa Tomàs
- Casa Marquetó
- Casa Moliné
- Casa Rogala
- Casa Gallimet
- Casa Cabalé
- Casa Peretó
- Casa Borinot
- Casa Ermengol
- Casa Roi
- L'Estudi
- Casa la Costa
- Casa Feliu
- Casa l'Antona
- Casa Xano
- Casa Martí

## Història

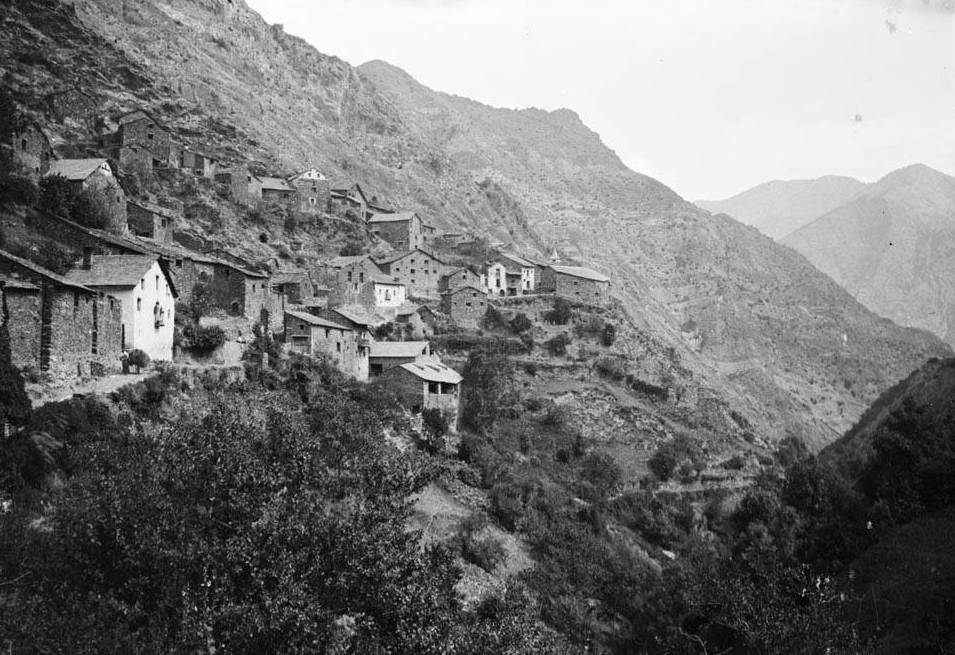
Escart en una imatge presa entre 1880 i 1926

### Edat moderna
En el fogatge del 1553, Escart apareix englobat dins d'Escaló: Pere Joan de Scart.

### Edat contemporània
Pascual Madoz dedica un article del seu Diccionario geográfico... a Escart. Hi diu que és una localitat que forma ajuntament situada en una petita vall a la dreta de la Noguera Pallaresa, envoltada per tot arreu per altes muntanyes. La combaten els vents del nord i de l'est. El clima hi és fred, propens a pulmonies i reumes. Tenia en aquell moment 27 cases i l'església parroquial de la Nativitat de la Mare de Déu, servida per un rector ordinari. Hi ha l'ermita de la Mare de Déu de la Roca, construïda en una roca dins de la mateixa pedra. Hi ha diverses fonts d'aigües fortes. La terra és en muntanyosa, pedregosa i fluixa, amb algunes muntanyes amb boscos i d'altres amb pastures. S'hi collia blat, sègol, ordi, patates, llegums, hortalisses i pastures. S'hi criava bestiar de diverses menes, i hi havia caça de llebres i perdius. Comptava amb 23 veïns (caps de casa) i 137 ànimes (habitants).